# Texas Pacific Group
Texas Pacific Group (usualmente chiamata con l'acronimo TPG) è una società statunitense di private equity con sede a Forth Worth, Texas. TPG gestisce fondi di investimento in capitale di crescita, capitale di rischio, capitale pubblico e investimenti in debito. L'azienda investe in una vasta gamma di settori tra cui beni di consumo/vendita al dettaglio, media e telecomunicazioni, industria, tecnologia, viaggi, tempo libero e assistenza sanitaria.
TPG è diventata una società per azioni nel gennaio 2022, quotata al NASDAQ con il simbolo “TPG”.
Nel giugno 2023, TPG si è classificata al 6º posto nella classifica PEI 300 di Private Equity International delle più grandi società di private equity al mondo.

## Storia
Texas Pacific Group, in seguito TPG Capital, è stata fondata nel 1992 da David Bonderman, James Coulter e William S. Price III. Prima di fondare TPG, Bonderman e Coulter avevano lavorato per Robert Bass, effettuando investimenti con leva finanziaria negli anni '80.
Nel 1993, Coulter e Bonderman hanno collaborato con William S. Price III vicepresidente della pianificazione strategica e dello sviluppo aziendale di GE Capital, per completare l'acquisizione di Continental Airlines.

### Anni '90
Nel giugno 1996, TPG ha acquisito l'unità AT&T Paradyne, un'azienda di comunicazioni multimediali, da Lucent Technologies per 175 milioni di dollari. Sempre nel 1996, TPG investì in Beringer Wine, Ducati Motorcycles e Del Monte Foods.
Nel 1997, TPG ha raccolto oltre 2,5 miliardi di dollari per il suo secondo fondo di private equity. L'investimento più notevole di TPG quell'anno fu l'acquisizione del rivenditore J. Crew, acquisendo una quota dell'88% per circa 500 milioni di dollari. L'investimento ha avuto difficoltà a causa dell'elevato prezzo di acquisto pagato rispetto agli utili della società. L'azienda è stata in grado di completare un turnaround, a partire dal 2002, e di effettuare una "Offerta pubblica di acquisto" (IPO) nel 2006.
Nel 1998, TPG ha acquisito ZiLOG e guidato un investimento di minoranza in Oxford Health Plans. TPG e i suoi coinvestitori hanno investito 350 milioni di dollari in azioni privilegiate convertibili che possono essere convertite nel 22,1% della partecipazione azionaria di Oxford. La società ha completato il riacquisto del convertibile PIPE ("Investimento privato in azione pubblica") di TPG nel 2000: alla fine sarebbe stato acquisito da United Health Group nel 2004.
Nel 1999, TPG ha investito in Piaggio SpA, Bally International (inclusa Bally Shoe) e ON Semiconductor. T3 Partners è stata fondata nel 2001 per investire insieme al fondo principale in investimenti orientati alla tecnologia.

### Inizio anni 2000
Nel 2000 TPG e Leonard Green & Partners hanno investito 200 milioni di dollari per acquisire Petco, il rivenditore di forniture per animali domestici, nell'ambito di un buyout da 600 milioni di dollari. Nel giro di due anni ne vendettero la maggior parte in un'offerta pubblica che valutò la società 1 miliardo di dollari. Il valore di mercato di Petco è aumentato notevolmente entro la fine del 2004 e le aziende alla fine avrebbero realizzato un guadagno di 1,2 miliardi di dollari. Poi, nel 2006, le società di private equity hanno nuovamente acquisito Petco per 1,68 miliardi di dollari.
Nel 2000, TPG ha completato la controversa acquisizione di Gemplus SA, un produttore di smart card. TPG ha vinto una lotta con il fondatore dell'azienda, Marc Lassus, per il controllo dell'azienda. Sempre nel 2000, TPG ha completato un investimento in Seagate Technology.
Nel 2001, TPG ha acquisito Telenor Media, una società norvegese di elenchi telefonici, per 660 milioni di dollari, e poco dopo ha acquisito una partecipazione di controllo nel produttore di wafer di silicio MEMC Electronic Materials.
Nel luglio 2002, TPG, insieme a Bain Capital e Goldman Sachs Capital Partners, annunciò l'acquisizione con leva finanziaria di 2,3 miliardi di dollari di Burger King da Diageo. Tuttavia, a novembre la transazione fallì, quando Burger King non riuscì a raggiungere determinati obiettivi di prestazione. Nel dicembre 2002, TPG e i suoi coinvestitori hanno concordato un prezzo di acquisto ridotto di 1,5 miliardi di dollari per l'investimento. Il consorzio TPG godeva del sostegno degli affiliati di Burger King, che controllavano circa il 92% dei ristoranti Burger King al momento della transazione. Sotto i suoi nuovi proprietari, Burger King ha subito una revisione del marchio che includeva l'uso di The Burger King carattere nella pubblicità. Nel febbraio 2006, Burger King annunciò i piani per un'offerta pubblica iniziale.
Nel novembre 2003, TPG ha presentato una proposta per l'acquisto di Portland General Electric da Enron. Tuttavia, le preoccupazioni sul debito e sulla politica locale hanno portato i regolatori della Public Utilities Commission dell'Oregon a negare il permesso per l'acquisto il 10 marzo 2005.
TPG è entrata nel settore della produzione cinematografica alla fine del 2004, con l'importante acquisizione con leva finanziaria di Metro-Goldwyn-Mayer. Un consorzio guidato da TPG e Sony ha completato l'acquisizione da 4,81 miliardi di dollari dello studio cinematografico. Il consorzio comprendeva anche aziende focalizzate sui media Providence Equity Partners e Quadrangle Group, nonché DLJ Merchant Banking Partners. L'operazione è stata annunciata nel settembre 2004 e completata all'inizio del 2005.
Sempre nel 2005, TPG è stata coinvolta nell'acquisizione di SunGard in una transazione del valore di 11,3 miliardi di dollari. I partner di TPG nell'acquisizione erano Silver Lake Partners, Bain Capital, Goldman Sachs Capital Partners, Kohlberg Kravis Roberts, Providence Equity Partners e Blackstone Group. Si tratta della più grande acquisizione con leva finanziaria completata dall'acquisizione di RJR Nabisco alla fine degli anni '80. Al momento del suo annuncio, SunGard sarebbe stata la più grande acquisizione di un'azienda tecnologica nella storia, una distinzione successivamente ceduta all'acquisizione di Freescale Semiconductor. Il coinvolgimento di sette aziende nel consorzio è stato criticato dagli investitori in private equity che consideravano generalmente poco attraenti le partecipazioni incrociate tra aziende.
Il 15 maggio 2006, Smurfit-Stone ha annunciato la vendita definitiva per 1,04 miliardi di dollari in contanti della sua divisione di imballaggi di consumo al Texas Pacific Group.

### Cambia il nome (2007)
All'inizio del 2006, mentre TPG stava completando la raccolta fondi per il suo quinto fondo di private equity, il co-fondatore Bill Price annunciò che avrebbe ridotto il suo lavoro presso l'azienda.
All'inizio del 2007, l'azienda ha cambiato ufficialmente il proprio nome in TPG, rinominando tutti i suoi fondi in diverse aree geografiche. I fondi asiatici dell'azienda erano storicamente gestiti da TPG Newbridge, una joint venture con Blum Capital.
Nell'agosto 2007, Midwest Air Group, società madre di Midwest Airlines, ha firmato un accordo definitivo di fusione per l'acquisizione da parte di un'affiliata di TPG Capital in una transazione del valore di circa 450 milioni di dollari.

### La crisi del credito
Il 7 aprile 2008, TPG ha effettuato un investimento di 7 miliardi di dollari in Washington Mutual. Il 25 settembre 2008, Washington Mutual è stata rilevata dal governo degli Stati Uniti, costando a TPG un investimento di 1,35 miliardi di dollari. È stato definito da alcuni analisti "il peggior affare nella storia del private equity".
Nel giugno 2009, Republic Airways Holdings Inc., un fornitore di voli regionali per vettori più grandi, ha rilevato Midwest Airlines da TPG Capital.
Il 12 marzo 2010, Gretchen Morgenson, sul The New York Times, ha discusso del ruolo di TPG come investitore di private equity nell'operatore di telefonia mobile greco WIND Hellas, ex TIM Hellas, che ha depositato i libri per la protezione dal fallimento alla fine del 2009. Morgenson ha sollevato dubbi sulle circostanze in cui TPG e un altro investitore di private equity, Apax Partners di Londra, abbiano riscattato una quantità significativa di "certificati azionari privilegiati convertibili" da essi detenuti per ripagare i propri prestiti durante un periodo in cui si è verificato un aumento significativo e apparentemente inspiegabile del valore di mercato dei certificati.

### Dall'editoria all'immobiliare
Il 10 giugno 2010, TPG ha comprato Vertafore, un fornitore di software per il settore assicurativo, per 1,4 miliardi di dollari. Il 13 luglio 2011, le affiliate di TPG Capital hanno acquisito PRIMEDIA per circa 525 milioni di dollari, ovvero 7,10 dollari per azione in contanti.
Nel luglio 2013, TPG rileva l'editore globale di istruzione TSL Education, in seguito TES Global, editore della rivista TES, da Charterhouse Group, per circa 600 milioni di dollari. Nel 2014 TPG e il produttore cinematografico Robert Simonds Jr. stringono una partnership con la cinese Hony Capital per produrre fino a 10 film "guidati dalle star" all'anno, con budget medi di circa 40 milioni di dollari per film. Nell'aprile 2014, TPG investe 200 milioni di sterline in Victoria Plumb dopo aver acquistato una quota di maggioranza. Nel novembre 2014, rileva Prezzo Holdings per 303,7 milioni di sterline.
Nella prima metà del 2014 la società ha iniziato a raccogliere fondi per un fondo specifico nel settore immobiliare. L'obiettivo era compreso tra 1,5 e 2 miliardi di dollari. Nell'ottobre 2015, la società aveva superato il suo obiettivo, raccogliendo più di 2 miliardi di dollari. Nel 2016, TPG ha collaborato con Bono e Jeff Skoll per lanciare The Rise Fund, un fondo di investimento a impatto sociale.
Nell'agosto 2016, TPG Growth, il ramo di investimenti in crescita e buyout di TPG Capital, ha acquisito la società di personale tecnologico Frank Recruitment Group con un accordo che ha valutato la società a £ 200 milioni.
Nel gennaio 2017, TPG ha acquisito la maggioranza di A&O Hotels and Hostel, la più grande piattaforma europea di ostelli di proprietà privata, con sede in Germania.
Il 25 gennaio 2017, TPG assume Bradford Berenson come suo consigliere generale, dopo una ricerca durata quasi due anni. Berenson era stato vicepresidente e consulente senior per i contenziosi e le politiche legali per General Electric (GE), dove era "responsabile di contenziosi, indagini governative e interne, conformità e politiche legali a livello mondiale". Dal 2001 al 2003, Bereson era stato consigliere associato della Casa Bianca presso il presidente George W. Bush.
Nel 2017, Bonderman ha lasciato il consiglio di amministrazione di Uber "dopo aver fatto un commento sessista in risposta ad Arianna Huffington in una riunione di Uber". Nel luglio 2017, Ajay Kanwal e Naveen Chopra si sono uniti a TPG come consulenti senior. Nel settembre 2017, TPG Capital compra la quota di maggioranza della più grande organizzazione di ricerca a contratto australiana, Novotech Clinical Research. Nel novembre 2017, TPG Capital rileva Mendocino Farms; l'ex CEO di Yard House Harald Herrmann è stato nominato CEO. Nel 2017-2018 TPG ha investito in Solinftec.
Nel febbraio 2018, TPG ha sostenuto l'ex CEO di AOL, Jon Miller, nell'acquisizione di Fandom (ex Wikia, Inc.). Miller è stato nominato co-presidente di Wikia, insieme a Jimmy Wales, e il direttore di TPG Capital Andrew Doyle ha assunto il ruolo di CEO ad interim.
Nel marzo 2018, Manipal Hospitals e TPG Capital hanno acquisito Fortis Healthcare nell'ambito di un accordo per ₹ 39 miliardi.

### Quotata al NASDAQ (2022)
Il 13 gennaio 2022, TPG si è quotata in borsa sul Nasdaq attraverso un'IPO con una valutazione di 9 miliardi di dollari.
Nell'aprile 2022, la società ha acquistato una quota di maggioranza in Morrow Sodali, una società di delega con sede a New York.
Nel maggio 2023, TPG ha rilevato la società di investimenti alternativi Angelo Gordon in un accordo in contanti e azioni del valore di 2,7 miliardi di dollari. Nel luglio 2023, insieme a Francisco Partners, TPG ha acquisito la società di monitoraggio e analisi web New Relic in un accordo interamente in contanti del valore di 6,5 miliardi di dollari.

## Investimenti importanti
I più importanti investimenti (attuati o programmati) sono, in ordine cronologico:
- 1993 Acquisizione di Continental Airlines
- 1996 Investimenti in Ducati
- 1997 Del Monte Foods e J.Crew
- 1998 ZiLOG
- 1999 Piaggio, Motorola e Bally International
- 2000 Seagate Technology, Petco Animal Supplies e la controversa acquisizione di Gemplus International
- 2001 Telenor Media
- 2002 Leveraged buyout di Burger King con Bain Capital e Goldman Sachs
- 2005 Acquisizione di MGM (insieme a Sony e altre società di private equity) e di Neiman Marcus
- 2006 TGP si muove per l'acquisizione di Univision, Qantas[68], Home Depot, Harrah's Entertainment[69], Alitalia e TXU (che sarebbe il più grande buyout della storia.